# Monodora myristica
Monodora myristica är en kirimojaväxtart som först beskrevs av Joseph Gaertner, och fick sitt nu gällande namn av Michel Félix Dunal. Monodora myristica ingår i släktet Monodora och familjen kirimojaväxter. Utöver nominatformen finns också underarten M. m. atypica.

## Bildgalleri

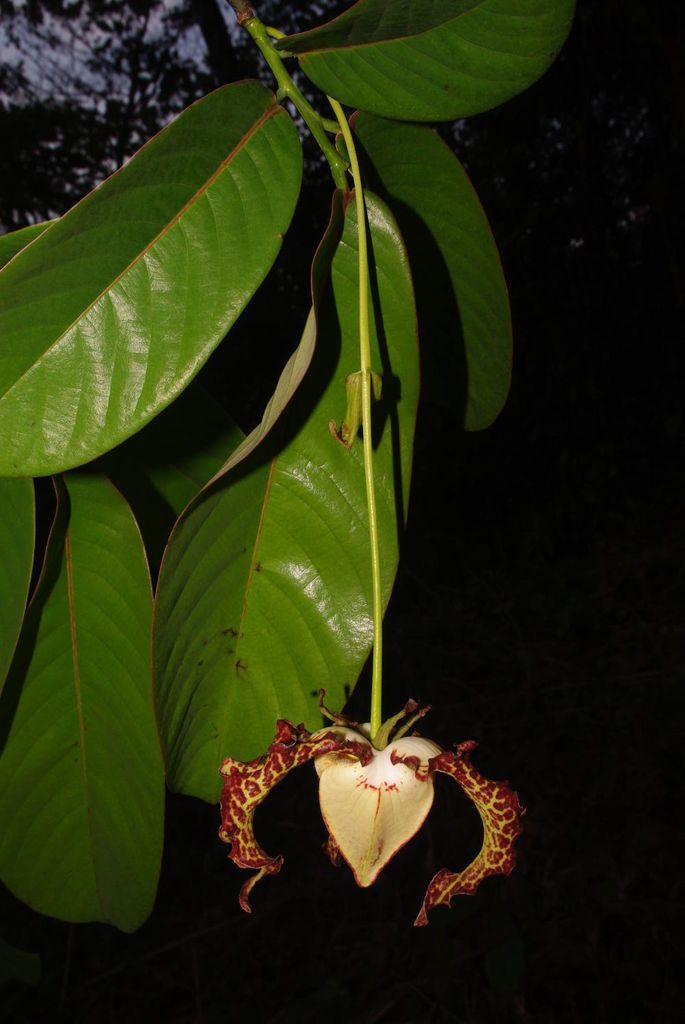